# Жако, Павел Петрович
Па́вел Петро́вич Жако́ (Поль Жако́, фр. Paul Jacot) — русский архитектор французского происхождения, активно работал в Петербурге в первой трети XIX века. Признан одним из последних мастеров классицизма, повлиявших на формирование характерной петербургской «строгой» архитектуры.

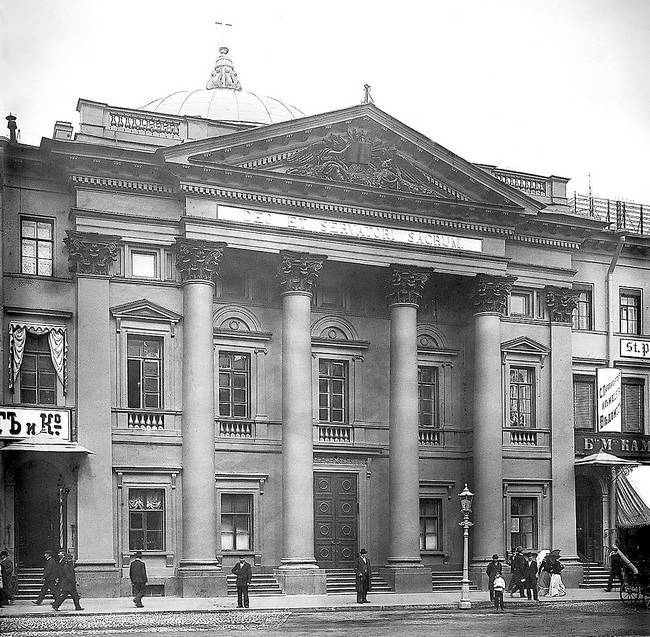
Самое известное сооружение Жако — Голландская реформатская церковь

Жозеф Поль Луи Жако родился в Париже в 1798 году. Образование получил в парижской Школе изящных искусств, где его учителями были Франсуа Дебре и Луи-Ипполит Леба. В конце 1821 года приехал в Санкт-Петербург, где начал работать под руководством К. И. Росси. Жако служил при Кабинете Его Императорского Величества; с 1823 по 1838 год преподавал в должности профессора архитектуры в Институте Корпуса инженеров путей сообщения. Кроме того, архитектор был предпринимателем-домовладельцем и построил несколько собственных домов. Жако являлся кавалером орденов Св. Владимира и Св. Анны.
В 1840 году Жако вернулся во Францию. Умер в Париже в 1860 году.
В число произведений зодчего входят:
- Здание Главного штаба (под руководством Карла Росси);
- Дом Энгельгардта;
- Дом голландской реформатской церкви;
- Дом Дашкова (площадь Искусств, 5/4);
- Большой зал Санкт-Петербургской филармонии;
- Дом Жако (Большая Морская улица, 11/6).